# Puca Pucara
Puca Pucara es una construcción militar ubicada cerca del Cusco, en el Perú. Esta fortaleza está compuesta de grandes muros, terrazas y escalinatas y era parte del conjunto defensivo del Cusco en particular y del Imperio inca en general.
En el ámbito de las construcciones arqueológicas cercanas a la capital del extinto imperio, se visita esta localidad. Puca Pucara recibe su nombre en quechua de "Fortaleza Roja", debido al color rojo que adquieren las rocas durante el crepúsculo. Puca Pucara es otra muestra de arquitectura militar que además funcionó como centro administrativo, cuenta con andenes, terrazas superpuestas, escalinatas y pasajes.

## Galería de imágenes

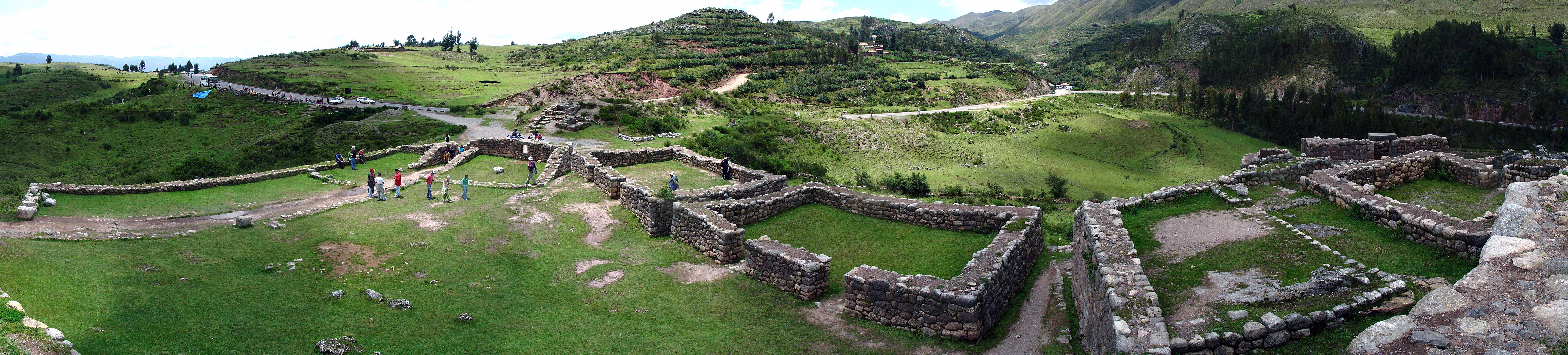
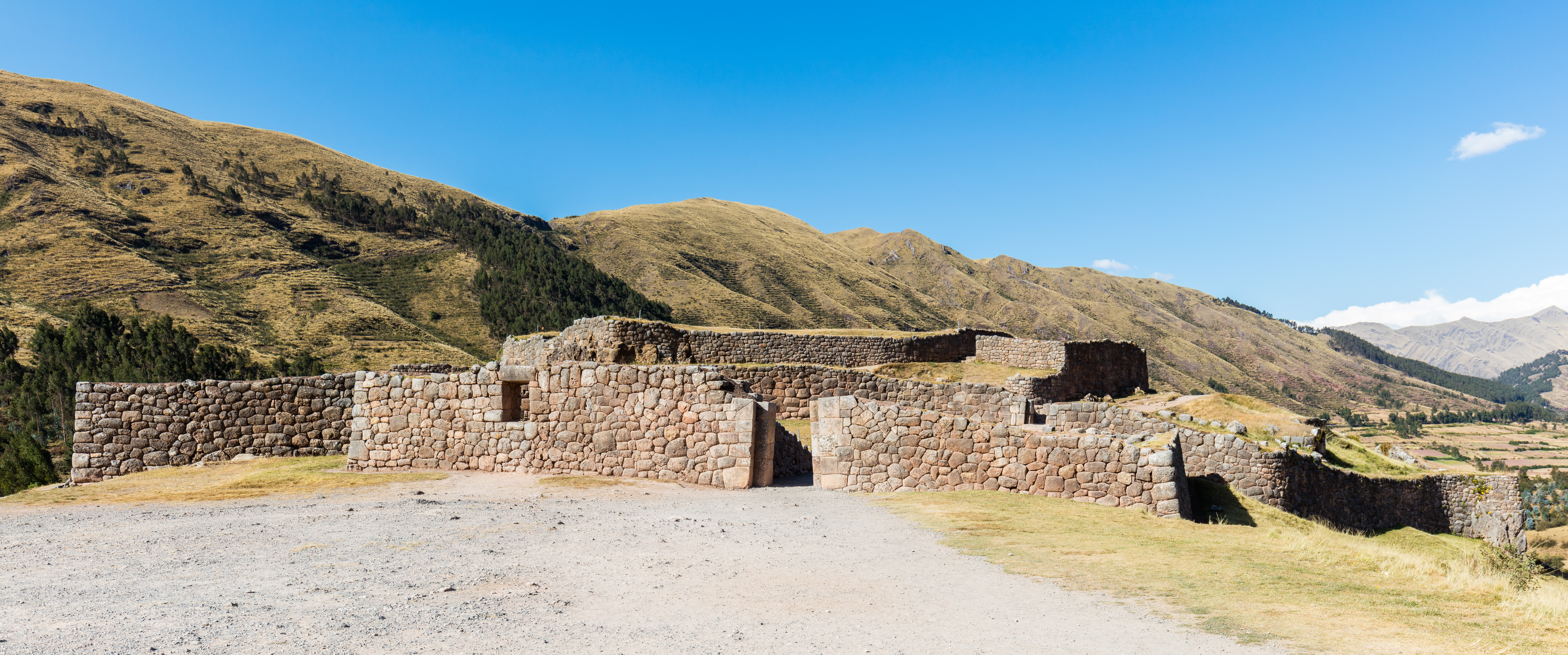
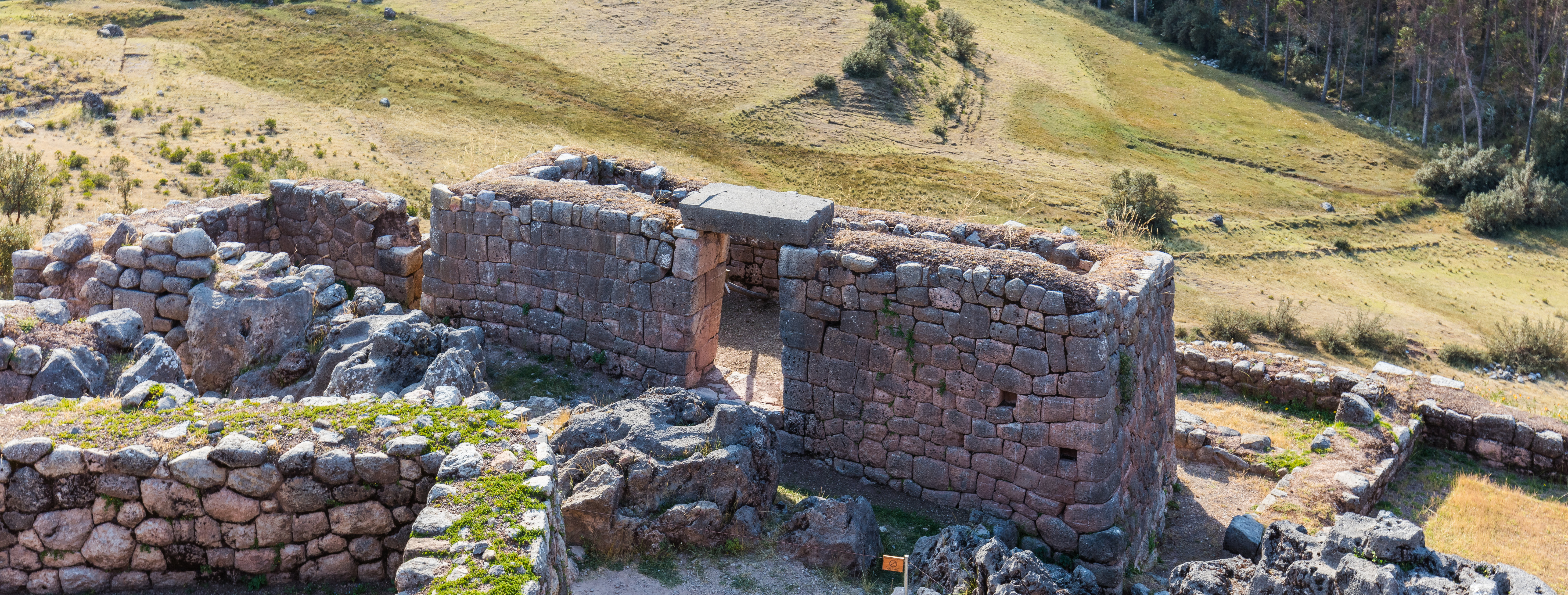
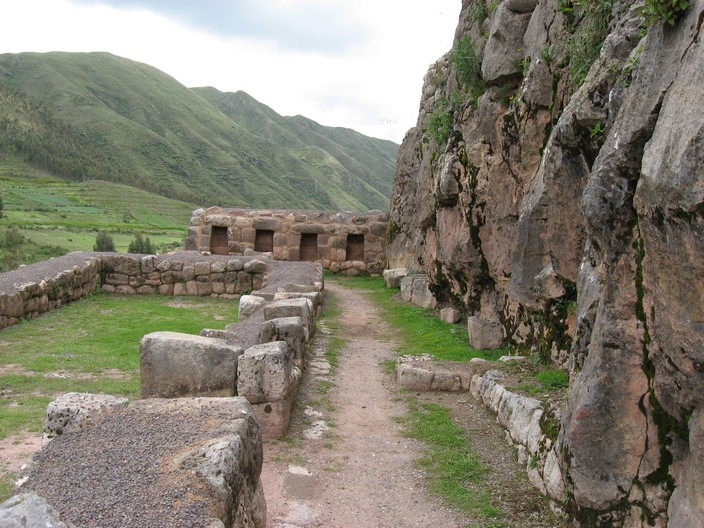
Puka-Pukara